# WZNG
Koordinaten: 35° 28′ 26″ N, 86° 26′ 45″ W
WZNG oder WZNG-AM (Branding: „Zinger 1400 AM Stereo“) ist ein lokaler US-amerikanischer Hörfunksender aus Shelbyville im US-Bundesstaat Tennessee. Ob die Station noch aktiv ist, ist unklar.
WZNG sendete ein Talkradio-Format auf der Mittelwellen-Frequenz 1400 kHz mit 1 kW. Eigentümer und Betreiber ist die Jax Broadcasting, LLC.